# Madeshausen
Madeshausen ist ein untergegangenes Dorf der heutigen Stadt Bad Berleburg im Kreis Siegen-Wittgenstein in Nordrhein-Westfalen.

## Lage
Der Ort lag unterhalb von Elsoff am gleichnamigen Fluss und der heutigen Siedlung Stoß.

## Geschichte
Madeshausen gehörte anfänglich zum Kirchspiel Arfeld, später zur Kirche in Elsoff. Urkundlich werden zwei Mühlen erwähnt: „duo molendina in Elsaff et Madeshusen“.